# Bítov (kraj morawsko-śląski)
Bítov – gmina w Czechach, w powiecie Nowy Jiczyn, w kraju morawsko-śląskim. Według danych z dnia 1 stycznia 2012 liczyła 430 mieszkańców.
Zobacz też:
- Bítov